# Liang Xi
En aquest nom xinès, el cognom és Liang.
Liang Xi (mort el 230 EC), nom estilitzat Ziyu (子虞), va ser un general militar de Cao Wei durant el període dels Tres Regnes de la història xinesa. Liang va servir com el protector de la Província de Bing. Ell alhora aconseguí la conformitat dels Huns per llavors poblar la frontera i per posar en marxa una explotació agrícola de la indústria de la sericicultura (en la qual hi eren els cuc de seda). Liang Xi va ser considerat com un ciutadà de gran valor i més tard fou promogut al títol de gran cultivador.